# Arne Selmosson
Arne Bengt Selmosson (29 de março de 1931 - 19 de fevereiro de 2002) foi um futebolista sueco. Ele competiu na Copa do Mundo FIFA de 1958, sediada na Suécia, na qual a seleção de seu país foi a vice-campeã. Notabilizou-se especialmente ao manter por muito tempo a marca de ser o único a marcar gols tanto por Lazio como pela rival Roma no intenso Derby della Capitale, até Aleksandar Kolarov conseguir o mesmo em setembro de 2018. Era apelidado de "Raio de Lua", pelos cabelos loiros.

## Carreira
Selmosson começou no modesto Jönköpings Södra, onde pôde ser vice-campeão da liga sueca em 1950, conseguindo algumas convocações à seleção. Estreou ainda pela seleção B em 24 de setembro de 1950, em derrota de 5-1 contra a vizinha Noruega, e pela principal em 29 de junho de 1951, em derrota de 4-3 contra a Islândia. Somou ainda outras duas partidas pelo time principal até 1953, uma delas válida pelas eliminatórias da Copa do Mundo FIFA de 1954, marcando seu único gol - em derrota de 3-2 para a Bélgica. Atraiu interesse da Udinese.
Na época, atletas escandinavos estavam especialmente cotados no futebol italiano, sendo de fácil aquisição perante o semi-amador futebol nórdico e de qualidade comprovada com o bom desempenho internacional nas Olimpíadas de 1948 (em que a Suécia foi medalha de ouro e a Dinamarca, bronze) e na Copa do Mundo FIFA de 1950 (em que os suecos ficaram com o terceiro lugar). Selmosson, todavia, só pôde estrear oficialmente pela Udinese a partir da temporada 1954-55, estando barrado anteriormente devido ao limite de estrangeiros. Passaria a fazer grande dupla com Lorenzo Bettini, maior artilheiro do clube friulano antes de Antonio Di Natale. Naquela temporada, Bettini foi vice-artilheiro com 20 gols e Selmosson fez outros 14, levando o clube ao vice-campeonato na Serie A. Porém, o time terminou nos tribunais rebaixado por envolver-se em atividades ilícitas. Assim, a dupla foi contratada pela Lazio para a temporada 1955-56, onde contribuiu com 22 gols (dez deles foram do sueco) que ajudaram o time da capital a chegar ao terceiro lugar.
Bettini não conseguiu manter a boa fase e Selmosson terminou na artilharia do elenco laziale na temporada 1956-57. Foram doze gols, dois deles no empate em 2-2 em março no clássico com a rival Roma, e novo terceiro lugar. Na temporada posterior, o clube decaiu para a 12ª colocação na Serie A, mas obteve a Copa da Itália. Selmosson seguiu importante, com nove gols. A seleção sueca, em paralelo, extinguiu a política de não convocar quem atuasse fora do país, após não ter conseguido se classificar à Copa do Mundo FIFA de 1954. Temendo uma campanha vexaminosa na edição de 1958, a qual sediaria, a Suécia passou a admitir jogadores profissionais do futebol italiano. Selmosson esteve entre os convocados, embora só atuasse em uma partida, o 0-0 com o País de Gales pela fase de grupos;[carece de fontes?] os anfitriões já estavam classificados àquela altura e então pouparam a maior parte de seus titulares. Foi a primeira e única partida de Selmosson pela Suécia desde o jogo contra os belgas em 1953.
Após a Copa, Selmosson passou à Roma. A Lazio enfrentava problemas financeiros e se viu na necessidade de oferecer o sueco a quem pagasse mais e foi justamente a arquirrival quem apareceu. Seu técnico no novo clube era curiosamente Gunnar Nordahl, compatriota que até pouco tempo antes era rival na briga pela artilharia do campeonato. Na primeira temporada como giallorosso, Selmosson teve sua melhor marca de gols na Itália, marcando dezesseis vezes, incluindo em cada clássico - vitória por 3-1 em novembro de 1958 e vitória de 3-0 em abril de 1959. O clube terminou em sexto e na temporada seguinte ficou em nono, com o sueco tendo marcado treze vezes, incluindo em outra vitória por 3-0 no clássico (em outubro de 1959).
A Roma conseguiria na temporada 1960-61 um quinto lugar e o título da Taça das Cidades com Feiras, mas já sem protagonismo do nórdico, que voltou então à Udinese. Não evitou rebaixamento e somou dezoito gols ao longo de setenta jogos, mas angariou o carinho dos friulanos. Posteriormente, defendeu o Götene IF. Como treinador, transferiu o Skövde AIK da quarta para a segunda divisão sueca. Em paralelo, por muitos anos manteve negócios esportivos.[carece de fontes?]

## Títulos

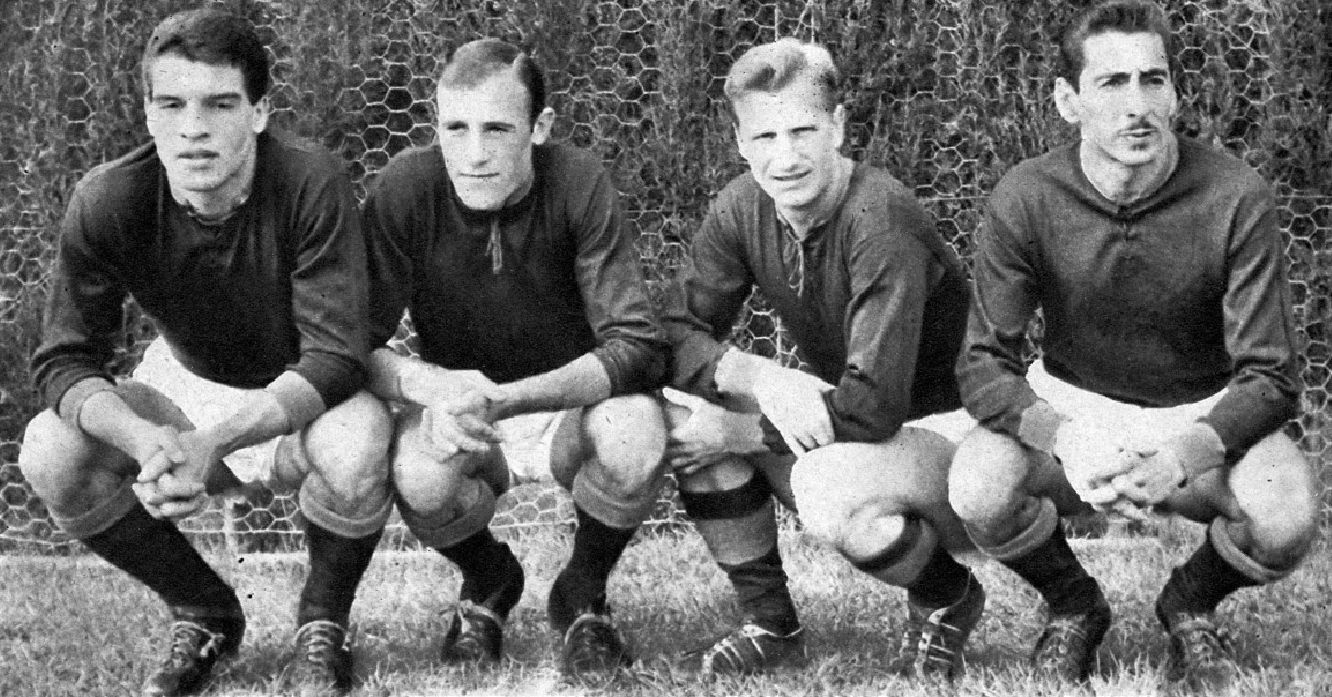
Selmosson na Roma, onde é o terceiro da esquerda para a direita. O quarto é Alcides Ghiggia.

### Lazio
- Copa da Itália: 1957-58[carece de fontes?]

### Roma
- Taça das Cidades com Feiras: 1960-61[carece de fontes?]